# Amoklauf von Bridgeville
Der Amoklauf von Bridgeville ereignete sich am 4. August 2009 in einem Fitnessstudio in Bridgeville, einem Vorort von Pittsburgh, Pennsylvania. Der 48-jährige Täter George Sodini erschoss drei Frauen und verwundete neun weitere Frauen, bevor er sich selbst das Leben nahm.

## Tatverlauf

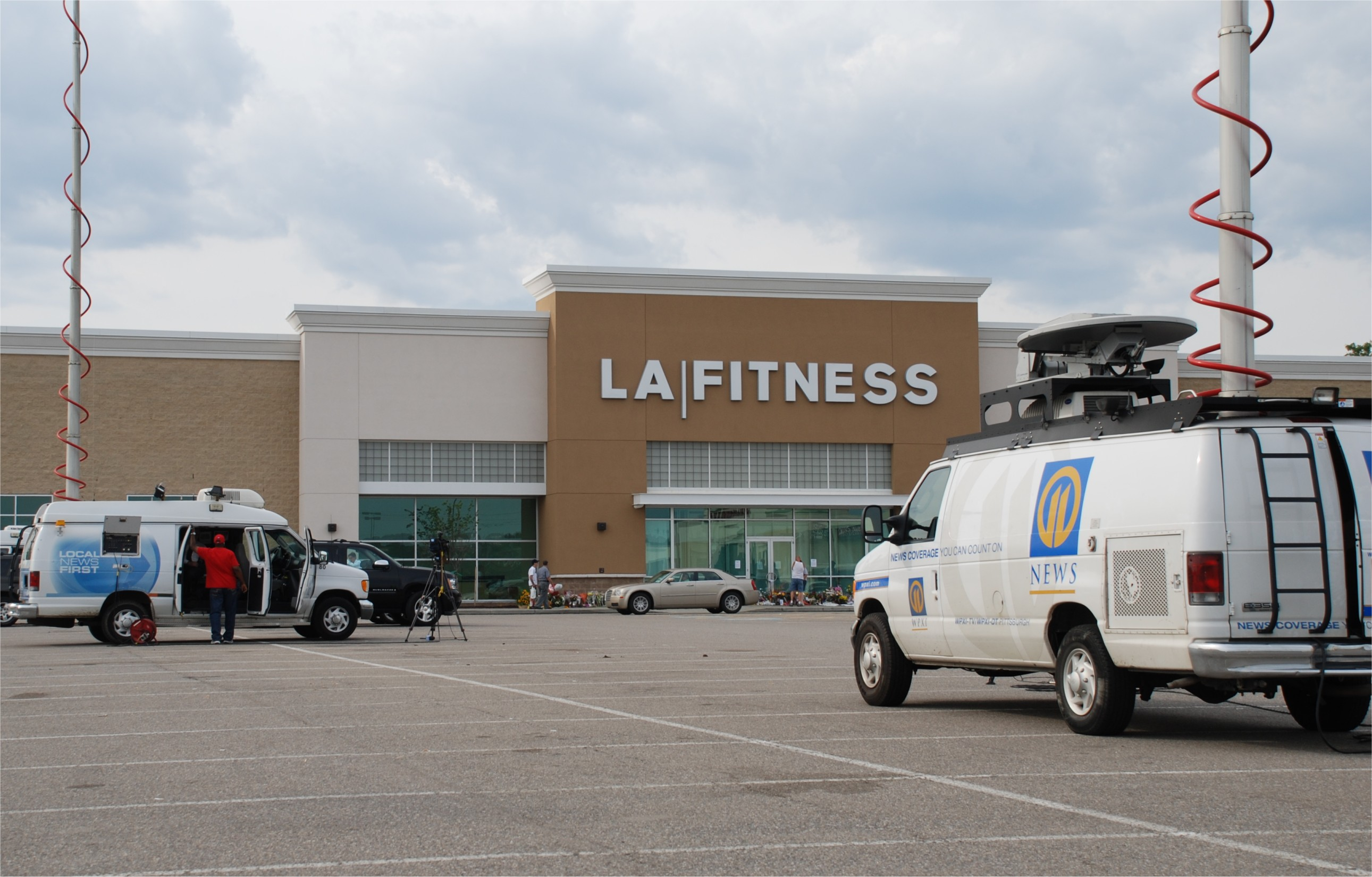
Das Fitnessstudio „LA Fitness“, in dem sich der Amoklauf ereignete.

Gegen 19:40 Uhr örtlicher Zeit am 4. August 2009 betrat George Sodini das Fitnessstudio „LA Fitness“ in der Einkaufsmeile „The Great Southern Shopping Center“, das in 16 km Entfernung südlich von Pittsburgh liegt. Sodini, der ein Mitglied des Fitnesscenters war, hatte den Fitnessclub in Vorbereitung auf das Massaker gegen 11:40 Uhr an dem Tag aufgesucht. Am Abend kehrte er in das Gebäude zurück, meldete sich an und ging kurz vor 20 Uhr in einen Raum, in welchem ein Tanz-Kurs für Frauen stattfand. Er stellte seine Sporttasche auf den Boden, entnahm ihr zwei Handfeuerwaffen, schaltete das Licht in dem Raum aus und begann wahllos auf die 20 bis 30 Frauen im Raum zu schießen. Laut Polizeiberichten feuerte Sodini mindestens 32 Schüsse mit zwei 9 mm halbautomatischen Pistolen und beging im Anschluss Selbstmord, indem er sich mit einem .45-Kaliber-Revolver in den Kopf schoss. Eine vierte Waffe, eine .32-Kaliber halbautomatische Pistole, sowie zwei Briefe, in denen er über seinen Frust mit Frauen berichtet, wurden später in seiner Tasche gefunden.
Bei dem Amoklauf wurden drei Frauen ermordet: Jody Billingsley (38), Elizabeth Cannon (49) und Heidi Overmier (46). Neun weitere Frauen wurden verletzt, fünf davon schwer. Zu den Verletzten gehörte auch die schwangere Leiterin des Kurses, Mary Primis, die von zwei Kugeln in die Schulter getroffen wurde. Nach Angaben ihres Ehemannes wurde der Fötus jedoch nicht verletzt.

## Hintergründe

### Täter
Der Täter war der 48-jährige George Sodini (* 30. September 1960; † 4. August 2009), der seit 1999 als Systemanalytiker in der Finanzabteilung einer Anwaltskanzlei in Pittsburgh angestellt war. Sodini wohnte in einem Eigenheim, das er sich 1996 für 78.000 USD gekauft hatte. In einem seiner Blogs berichtete er über eine Beförderung und bezifferte sein Vermögen auf 250.000 USD. Er hatte keine Vorstrafen und es gab keine Hinweise auf psychische Erkrankungen.
Sodini betrieb ein nach ihm benanntes Blog, in welchem er über seine sexuelle Frustration und seine Zurückweisungen durch Frauen schrieb. In einem Blog-Eintrag berichtete er, dass er seit 1990 keinen Geschlechtsverkehr mehr mit einer Frau gehabt habe, obwohl er sich „nicht für hässlich oder komisch“ halte. In einem anderen Eintrag heißt es: „Das letzte Mal, dass ich eine ganze Nacht mit einer Freundin verbrachte, war 1982. Ich bin ein Versager. Mädchen und Frauen schauen mich einfach nicht an.“ „Frauen mögen mich einfach nicht. Es gibt schätzungsweise 30 Millionen begehrenswerte Frauen in den Vereinigten Staaten – und ich finde keine!“, schrieb Sodini.
In dem Blog hatte Sodini seit November 2008 immer wieder Gewalttaten angekündigt, dann aber wieder verschoben. Er gab den geplanten Zeitpunkt an, nicht aber den genauen Ort, an dem der Angriff stattfinden sollte. Am 5. November 2008 schrieb er, die Tat sei „bereits für diesen Sommer geplant gewesen“, dann habe er aber doch noch das Ergebnis der Präsidentschaftswahl in den USA im November abwarten wollen. Ein Eintrag vom Januar ließ vermuten, dass er damals in letzter Minute vor der Tat zurückschreckte: „Ich habe gekniffen! Mist! Ich hatte schon die geladenen Waffen dabei!“ Im letzten Eintrag vom Montag, den 3. August 2009, berichtete Sodini, dass er sich den Tag frei genommen hatte, um seinen Einsatz zu üben und jedes Detail auszuarbeiten. „Morgen ist der große Tag [...] jede der Übungsschriften, die ich auf meinem Couchtisch gelassen habe, oder die Aufzeichnungen in meiner Sporttasche können frei veröffentlicht werden. Ich werde nicht in Verlegenheit geraten, weil [...] ich tot sein werde“, schrieb Sodini.
In einem zweiten Blog erzählte Sodini Blondinenwitze, schrieb über seinen Wunsch, jüngere Frauen zu treffen, und veröffentlichte Videos, in welchen er durch sein Haus führte.

### Motiv
Nach Aussagen des Polizeihauptkommissars Charles Moffatt hatte Sodini „eine Menge Hass gegen Frauen“. Nach Polizeiangaben hatte Sodini niemanden persönlich im Visier, weil er keine der Frauen persönlich kannte, sondern wollte Frauen allgemein angreifen. In seiner Wohnung fand die Polizei weitere Briefe sowie das Kursprogramm des Fitnessstudios, in dem Sodini den Aerobic-Kurs umrandet hatte. Kriminologen stufen den Amoklauf als einen Hate Crime bzw. Bias Crime gegen Frauen ein, weil der Täter ähnlich wie z. B. Marc Lépine es speziell auf Frauen abgesehen hatte.
Als ein weiteres mögliches Motiv gilt Sodinis Befürchtung, dass er seinen Job verlieren würde. In seinem Blog schrieb er: „Ich sage voraus, ich werde die nächsten Entlassungen nicht überleben [...] Der Gehaltsscheck ist alles, was ich noch habe. In der Zukunft gibt es nichts für mich. [...] Unwahrscheinlich, eine ähnliche Arbeit zu finden. Ich denke, dass ich mich dann um die Dinge kümmern werde.“
Wie andere Täter, die nach einem Amoklauf Suizid begingen, war Sodini auf seine Wahrnehmung durch die Öffentlichkeit bedacht. Kriminologen gehen davon aus, dass er durch den Amoklauf berühmt werden wollte. In seinen Blog-Einträgen spekulierte er, wie die Öffentlichkeit und seine Bekannten auf seine Taten reagieren würden. Außerdem hinterließ er Anweisungen, wo seine Pläne und Notizen zu finden seien und dass sie frei veröffentlicht werden dürfen.

## Weiterführende Literatur
- Jamie R. Abrams: The collateral consequences of masculinizing violence. In: William & Mary Journal of Women and the Law. 16, Nr. 3, 2010, S. 703–752.
- Adam Lankford, Nayab Hakim: From Columbine to Palestine: A comparative analysis of rampage shooters in the United States and volunteer suicide bombers in the Middle East. In: Aggression and Violent Behavior. 16, Nr. 2, 2011, S. 98–107 (PDF; 192 kB). doi:10.1016/j.avb.2010.12.006.
- David Lester: Linguistic analysis of a blog from a murder-suicide. In: Psychological Reports. 106, 2010, S. 342–342. doi:10.2466/pr0.106.2.342-342
- Nowell Marshall: Romanticism, gender, and violence: Blake to George Sodini. Bucknell University Press, Lanham 2013, ISBN 978-1-61148-466-3.